# Café del Príncipe

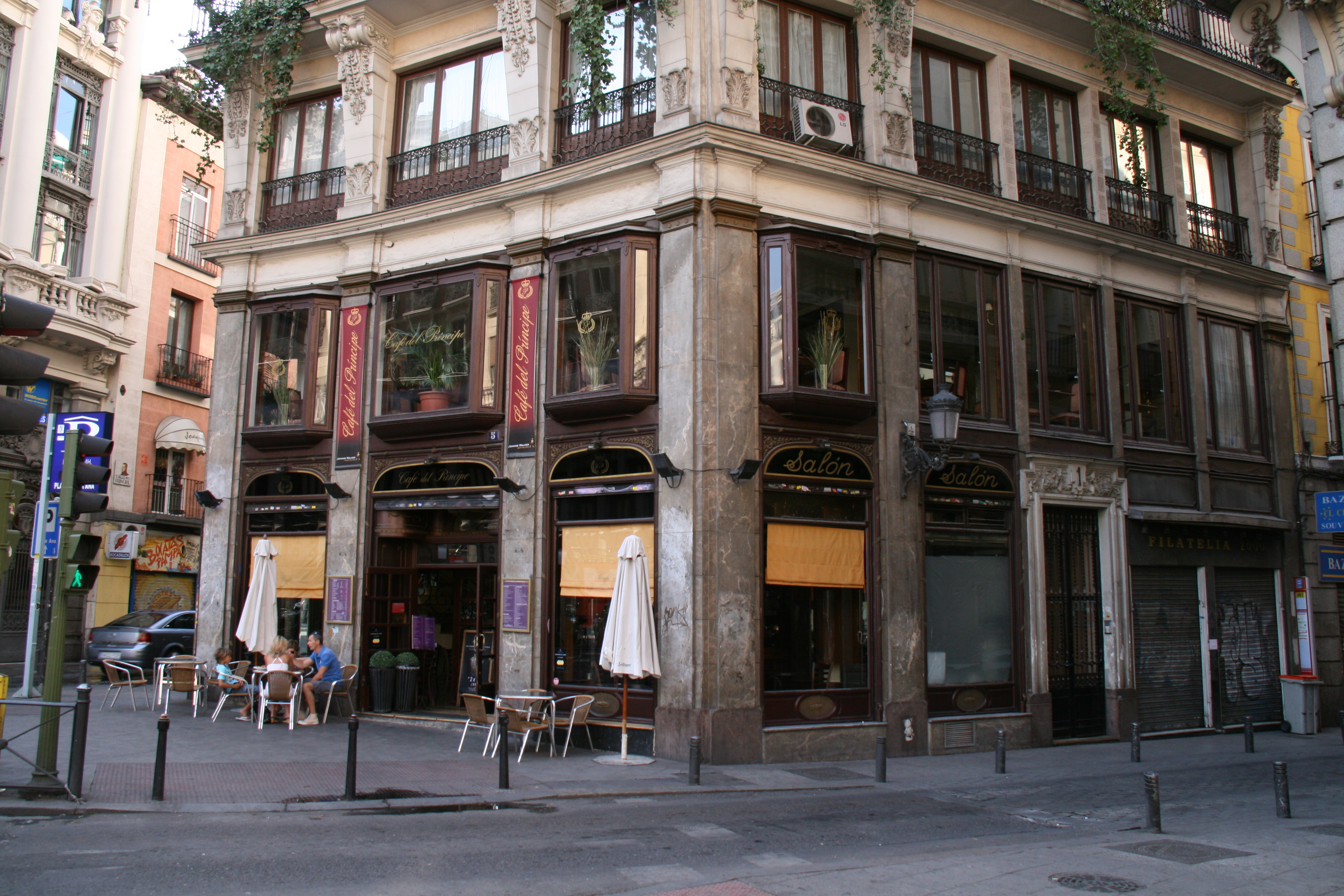
Café del Príncipe

El Café del Príncipe fue un café de tertulia del Madrid decimonónico, abierto entre 1807 y 1849, y frecuentado por intelectuales románticos de la época. Pegado al teatro del Príncipe, luego Teatro Español, el café del Príncipe albergó la tertulia del Parnasillo y vio desaparecer el convento de carmelitas descalzas de Santa Ana que José I convirtió en 1810 en una plaza.

## Historia
Propiedad del matrimonio compuesto por Andrea Torreangulo e Isidro Fernández, que atendían el pequeño local junto con dos mozos, Romo y Pepe, estaba emplazado en la calle del Príncipe junto al Teatro Español, antiguo corral del Príncipe y, a partir de 1810, frente al nuevo espacio de la Plaza de Santa Ana que antes ocupó el convento de las Carmelitas Descalzas. Instalado en planta baja de la casa contigua al Teatro del Príncipe, en los documentos de la época quedó descrito como «pequeño y destartalado» y con llamativas mesas de pino y sillas de Vitoria. Se tomaba agua de cebada, ponche o zarzaparrilla en invierno, y sus famosos refrescos de sorbete en verano.
Entre 1830 y 1831, reinando aún Fernando VII, comenzó a reunirse en él la tertulia literaria que llegaría a conocerse con el nombre de «Parnasillo» (o como ellos mismos se autodenominaban, «la partida del Trueno»), de la que fueron asiduos el poeta José de Espronceda, el periodista y dramaturgo Mariano José de Larra o el escritor y cronista de la Villa de Madrid Mesonero Romanos, que lo retrataba así:

De todos los cafés existentes en Madrid por los años 1830 y 31, el más destartalado, sombrío y solitario era, sin duda alguna, el que, situado en la planta baja contigua al teatro del Príncipe, se pavoneaba con el mismo título, aunque ni siquiera tenía entonces comunicación con el dicho coliseo. Esta salita, pues, de escasa superficie, estrecha y desigual (que es la misma que se halla hoy ocupada por la contaduría del teatro Español), estaba a la sazón, en su cualidad de café, destituida de todo adorno de lujo, y aún de comodidad.

Años más tarde, el también periodista y escritor de la generación del 98, Azorín bautizó a este café como «el solar del romanticismo castellano».
El Café del Príncipe desapareció a principios del siglo XX, cuando en las obras de ampliación del teatro Español se derrumbó la casa de dos plantas que lo albergaba. En su lugar abrió en 1995 el Café del Español, ambigú del teatro, que se convirtió en 2005 en la segunda sala del teatro, la Sala Margarita Xirgu.
El actual Café del Príncipe, que hace chaflán en la plaza de Canalejas, justo al otro extremo de la calle del Príncipe, si bien lleva el mismo nombre no tiene nada que ver. Abrió en 1975 y antes fue joyería.